# Ivory Coast Juniors
Das Ivory Coast Juniors (auch Ivory Coast Junior International genannt) ist im Badminton die offene internationale Meisterschaft der Elfenbeinküste für Junioren und damit das bedeutendste internationale Juniorenturnier in der Elfenbeinküste. Es wurde erstmals 2017 ausgetragen.

## Die Sieger
| Saison    | Herreneinzel      | Dameneinzel       | Herrendoppel                | Damendoppel                | Mixed                          |
| --------- | ----------------- | ----------------- | --------------------------- | -------------------------- | ------------------------------ |
| 2017      | Abraham Ayittey   | Halla Bouksani    | Ebenezer Andrews Daniel Doe | Halla Bouksani Linda Mazri | Sifeddine Larbaoui Linda Mazri |
| 2018 2024 | nicht ausgetragen | nicht ausgetragen | nicht ausgetragen           | nicht ausgetragen          | nicht ausgetragen              |